# Squash-Mannschaftseuropameisterschaft 1988
Die Mannschaftseuropameisterschaften der Herren und Damen 1988 im Squash fanden vom 23. bis 26. März 1988 in der niederländischen Stadt Warmond statt. Insgesamt traten 22 Mannschaften bei den Herren und 17 Mannschaften bei den Damen an. Bei den Herren handelte es sich um die 16. Auflage der Meisterschaft, bei den Damen um die 11. Austragung.
Bei den Herren und Damen kam es wie in den Vorjahren zu den Neuauflagen der Finals zwischen England und Schweden bzw. England und Irland. Die Herrenmannschaft um Geoff Williams, Bryan Beeson, Martin Bodimeade, Phil Whitlock und Jason Nicolle besiegte im Finale Schweden mit 5:0, dessen Aufgebot aus Fredrik Johnson, Anders Wahlstedt, Jonas Görnerup, Björn Almström und Thomas Kjellker bestand. Bei den Damen besiegten Lisa Opie, Martine Le Moignan und Alison Cumings ihre irischen Konkurrentinnen Rebecca Best, Marjorie Burke und Brona Conway im Endspiel mit 2:1.

## Herren

### Platzierungsspiele
| Platzierung       | Mannschaft  | Mannschaft   | Ergebnis |
| ----------------- | ----------- | ------------ | -------- |
| Finale            | England     | Schweden     | 5:0      |
| Spiel um Platz 3  | Finnland    | Wales        | 4:1      |
| Spiel um Platz 5  | Schottland  | Niederlande  | 4:1      |
| Spiel um Platz 7  | Deutschland | Irland       | 3:2      |
| Spiel um Platz 9  | Frankreich  | Spanien      | n/A      |
| Spiel um Platz 11 | Schweiz     | Österreich   | n/A      |
| Spiel um Platz 13 | Belgien     | Norwegen     | n/A      |
| Spiel um Platz 15 | Italien     | Israel       | n/A      |
| Spiel um Platz 17 | Dänemark    | Griechenland | n/A      |
| Spiel um Platz 19 | Andorra     | Zypern       | n/A      |
| Spiel um Platz 21 | Portugal    | Luxemburg    | n/A      |

## Damen

### Platzierungsspiele
| Platzierung       | Mannschaft  | Mannschaft  | Ergebnis |
| ----------------- | ----------- | ----------- | -------- |
| Finale            | England     | Irland      | 2:1      |
| Spiel um Platz 3  | Deutschland | Wales       | n/A      |
| Spiel um Platz 5  | Niederlande | Schottland  | n/A      |
| Spiel um Platz 7  | Finnland    | Frankreich  | n/A      |
| Spiel um Platz 9  | Schweden    | Dänemark    | n/A      |
| Spiel um Platz 11 | Norwegen    | Schweiz     | n/A      |
| Spiel um Platz 13 | Italien     | Spanien     | n/A      |
| Spiel um Platz 15 | Österreich  | Belgien     | n/A      |
| Spiel um Platz 15 | Monaco      | kein Gegner | n/A      |

## Abschlussplatzierungen

### Herren
| Rang | Mannschaft  |
| 01.  | England     |
| 02.  | Schweden    |
| 03.  | Finnland    |
| 04.  | Wales       |
| 05.  | Schottland  |
| 06.  | Niederlande |
| 07.  | Deutschland |
| 08.  | Irland      |

| Rang | Mannschaft |
| 09.  | Frankreich |
| 10.  | Spanien    |
| 11.  | Schweiz    |
| 12.  | Österreich |
| 13.  | Belgien    |
| 14.  | Norwegen   |
| 15.  | Italien    |
| 16.  | Israel     |

| Rang | Mannschaft   |
| 17.  | Dänemark     |
| 18.  | Griechenland |
| 19.  | Andorra      |
| 20.  | Zypern       |
| 21.  | Portugal     |
| 22.  | Luxemburg    |

### Damen
| Rang | Mannschaft  |
| 01.  | England     |
| 02.  | Irland      |
| 03.  | Deutschland |
| 04.  | Wales       |
| 05.  | Niederlande |
| 06.  | Schottland  |
| 07.  | Finnland    |
| 08.  | Frankreich  |

| Rang | Mannschaft |
| 09.  | Schweden   |
| 10.  | Dänemark   |
| 11.  | Norwegen   |
| 12.  | Schweiz    |
| 13.  | Italien    |
| 14.  | Spanien    |
| 15.  | Österreich |
| 16.  | Belgien    |

| Rang | Mannschaft |
| 17.  | Monaco     |